# Дельбиан
Дельбиан (фр. Délbian) — город и супрефектура в Чаде, расположенный на территории региона Танджиле. Входит в состав департамента Западное Танджиле.

## География
Город находится в юго-западной части Чада, к западу от реки Логон, к востоку от реки Танджиле, на расстоянии приблизительно 340 километров к юго-юго-востоку (SSE) от столицы страны Нджамены. Абсолютная высота — 508 метров над уровнем моря.

## Климат
Климат города характеризуется как тропический, с сухой зимой и дождливым летом (Aw в классификации климатов Кёппена). Среднегодовая температура воздуха составляет 27,5 °C. Средняя температура самого холодного месяца (января) составляет 25,3 °С, самого жаркого месяца (апреля) — 31,4 °С. Расчётная многолетняя норма осадков — 1018 мм. В течение года количество осадков распределено неравномерно, основная их масса выпадает в период с апреля по октябрь. Наибольшее количество осадков выпадает в августе (279 мм).

## Население
По данным официальной переписи 2009 года численность населения Дельбиана составляла 24 137 человек (11 276 мужчин и 12 861 женщина). Население супрефектуры по возрастному диапазону распределилось следующим образом: 51,3 % — жители младше 15 лет, 44,5 % — между 15 и 59 годами и 4,2 % — в возрасте 60 лет и старше.

## Транспорт
Ближайший аэропорт расположен в городе Лаи.